# Монастырь Челик-Дере
Монастырь Челик-Дере в честь Успения Пресвятой Богородицы — женский монастырь Тулчской епархии Румынской православной церкви, расположенный в коммуне Фрекэцей жудеца Тулча в Румынии.
Название монастыря происходит с турецкого языка и означает «стальной ручей»

## История
В «Большом географическом словаре Румынии» (ro:Marele Dicționar Geografic al României) указано, что монастырь основан «архиереем» Афанасием (Лисавенковым) в 1835 году. В то же время, архимандриты Роман (Сореску) и Иероним (Мотока) указывали, что обитель была основана около 1840 года русскими монахами с Афона архимандритом Афанасием (Лисавенко) и схимонахом Паисием на месте старого монашеского поселения. Первоначально монастырь располагался на вершине холма, где сейчас находится монастырское кладбище, но вскоре он был уничтожен пожаром. К 1846 году в долине ручья Челик-Дере построена церковь Успения Пресвятой Богородицы, храм-часовня во имя святых архангелов Михаила и Гавриила, служившая также трапезной, колокольня с шестью колоколами и корпус келий. В 1845—1846 годах, по благословению митрополита Дионисия, монастырь преобразован в женский и в нём поселили монахинь из Бессарабии. Братия монастыря переселилась у пруда Саон, где основали монастырь Саон.
В 1901 году епископ Нижнедунайский Парфений (Клинчени) заложил новый каменный Успенский храм. На строительство было собрано 40 000 леев пожертвований из России и Румынии при плановой смете 300 000 леев. Проект составил архитектор Тома Добреску из Бухареста. В 1909 году епископ Нижнедунайский Нифон (Никулеску), увидев бедственное состояние монастыря, начинает проводить благотворительные мероприятия по сбору средств. Министерство культов, возглавляемое Спиру Харетом, выделило на строительство 145 000 леев. 7 июня 1910 года епископ Нифон вновь освящяет старый фундамент. Строительные работы завершились к 1916 году. В 1926—1929 годах художник Георге Ефтимиу расписал стены храма в неовизантийском стиле с румынскими элементами. Нижняя церковь, первоначально предназначавшаяся для захоронений, в 1932—1954 годах выполняла рооль зимней церкви. 22 октября 1932 года епископ Нижнедунайский Косма (Петрович) освятил её в честь иконы Божией Матери «Живоносный источник».
Долгое время монастырь сохранял русский характер. В 1906 году в монастыре проживало 95 монахинь, преимущественно русских. Службы, в основном, совершались на церковнославянском языке. Священниками в то время были Фотий (Симионов) и Пётр (Иванченко). Монастырю принадлежало 150 га земли, в том числе 15 га виноградников. Государство выделяло обители 5000 леев и тонну соли в год. При епископе Нифоне начинается румынизация монастыря. 1 сентября 1909 года в нём открыли школу для взрослых с румынским языком обучения. 11 октября того же года открыта школа церковной живописи, румынского народного ткачества и живописи.
Храм Архангелов Михаила и Гавриила разрушился от наводнения в 1916 году. Старая Успенская церковь также уничтожена наводнением в 1947 году. В 1953 году в монастыре установлена ветряная мельница. В 1967 году в здании школы живописи открыт музей церковного искусства. В 1976 монастырь провозгласили памятником истории Румынии. В 1998 году заложен новый корпус келий, архондарик и трапезная.
До 2002 года монастырь был особножительным. В 2009 году в монастыре проживало 60 насельниц.